# I Am Kloot
I Am Kloot — британская инди-рок-группа, образовавшаяся в 1999 году в Манчестере, Англия и считающаяся одной из наиболее влиятельных в движении «новой акустики» начала XXI века
. Группа исполняет lo-fi-фолк-рок с элементами рок-эпики и брит-попа (Oasis, The Verve). I Am Kloot выпустили 6 студийных альбомов, три из которых вошли в UK Album Charts Top 50, а пятый, Sky at Night (2010), номинирован на Mercury Prize.

## История группы
Вокалист и гитарист Джон Брэмуэлл (John Bramwell), ударник Энди Хагревис (Andy Hargreaves) и басист Пит Джобсон (Peter Jobson) основали I Am Kloot в 1999 году. Музыканты встретились в манчестерском клубе Night and Day (в котором Джон Брэмуэлл работал промоутером); там и состоялся их первый концерт. Группой заинтересовался местный продюсер и лидер группы Elbow, Гай Гарви (Guy Garvey), выпустивший первую запись I Am Kloot небольшим тиражом.
Первый альбом I Am Kloot Natural History вышел в марте 2001 на лейбле Wall of Sound, записывающем таких артистов, как Röyksopp и Les Rythmes Digitales. Элементы джаза и английского фолка в музыке I Am Kloot дало критикам основание записать группу в лидеры так называемого английского «нового акустического движения».
В 2003 году на лейбле Echo Records I Am Kloot выпустили второй альбом, I Am Kloot. Критики поставили его в один ряд с «Urban Hymns» The Verve. Группа заняла своё место среди нового поколения брит-рока: Supergrass, Doves, The Coral. Альбом был включён в списки лучших дисков 2003 года. I Am Kloot выступили в лондонском Shepherds Bush Empire, билеты на выступление были распроданы задолго до даты концерта. Для поддержки второго альбома группа планировала выпустить сингл Proof, с лейблом было согласовано его оформление и видеосопровождение, однако позже лейбл отказался от издания сингла, ограничившись лишь интернет-версией, что послужило разрыву отношений группы с Echo Records.
В 2005 году I Am Kloot выпустили свой третий альбом, Gods and Monsters, отправились в европейский тур и приняли участие в главном британском музыкальном фестивале Glastonbury, выступив на одной сцене с Тори Эймос и Ани ди Франко. В этом же году группа выпустила ограниченным тиражом сингл Maybe I Should.
В 2006 году новая песня Only Role in Town была выложена в интернете для свободного скачивания. За этим последовал альбом записей на John Peel Session, сделанных в 2001 и 2004.
Четвёртый студийный альбом, I Am Kloot Play Moolah Rouge, был издан ограниченным тиражом в ноябре 2007 года, в широкой продаже появился 14 апреля 2008. В октябре 2009 года группа выпустила двойной альбом би-сайдов, раритетов и ранее не издававшихся песен. Компиляция получила название B.
Следующий студийный альбом, Sky At Night, был выпущен 5 июля 2010 года на лейбле Shepherd Moon Records. Альбом был спродюсирован участниками Elbow — Крэйгом Поттером и Гаем Гарви. Альбом получил всеобщее одобрение и наибольшие продажи в истории группы.
Шестой студийный альбом, Let It All In, был выпущен 21 января 2013 года, вслед за интернет-трансляцией, состоявшейся на сайте газеты The Guardian.
В мае 2013 года на официальном сайте группы появился анонс большого шоу в O2 Apollo Manchester. Поклонникам было предложено оставлять заявки на песни, которые они хотели бы услышать на этом концерте.
I Am Kloot написали музыку для телевизионного мини-сериала From There To Here, который был показан на канале BBC One в мае-июне 2014 года.

## Награды
Альбом Sky At Night был номинирован на Mercury Music Prize за 2010 год.

## Дискография

### Альбомы
- Natural History (2001)
- I Am Kloot (2003)
- Gods and Monsters (2005)
- BBC Radio 1 John Peel Sessions (2006)
- I Am Kloot Play Moolah Rouge (2007)
- B (2009)
- Sky At Night (2010)
- Let It All In (2013)

### Синглы
Из Natural History
- «To You»/«Titanic» (1999, выпущено 1000 копий)
- «Twist»/«86 TV’s» (2000)
- «Dark Star» (2001)
- «Morning Rain» (2001)

Из I Am Kloot
- «Untitled #1» (2003)
- «Life in a Day» (2003)
- «3 Feet Tall» (2003)
- «From Your Favourite Sky» (2004)
- «Proof» (2004, интернет-сингл)

Из Gods and Monsters
- «Over My Shoulder» (2005)
- «Gods and Monsters» (2005)
- «I Believe» (2005, интернет-сингл)

Вне альбомов
- «Maybe I Should» (21 ноября 2005)

Из I Am Kloot Play Moolah Rouge
- «Hey Little Bird» (2008)

Из Sky At Night
- «Northern Skies»/«Lately» (2010, интернет-сингл)
- «Proof» (2010, интернет-сингл)
- «Fingerprints» (2010, интернет-сингл)

Из Let It All In
- «Hold Back the Night» (2012, виниловый сингл)
- «These Days Are Mine» (2013, виниловый сингл)
- «Some Better Day» (2013, только промо)